# Phanom Dong Rak (huyện)
Phanom Dong Rak (tiếng Thái: พนมดงรัก) là huyện (amphoe) cực tây nam của tỉnh Surin, đông bắc Thái Lan.

## Lịch sử
Khu vực này đã được tách ra từ Kap Choeng và lập một tiểu huyện (king amphoe) ngày 1 tháng 4 năm 1995.
Theo quyết định của chính phủ Thái Lan vào ngày 15 tháng 5 năm 2007, tất cả 81 tiểu huyện đều được nâng lên thành huyện. Với việc đăng công báo ngày 24 tháng 8, việc nâng cấp này thành chính thức.

## Địa lý
Các huyện giáp ranh (từ phía tây theo chiều kim đồng hồ) là: Ban Kruat của tỉnh Buriram, Prasat, Kap Choeng của tỉnh Surin và Oddar Meancheay của Campuchia.
Huyện này nằm trong dãy núi Dângrêk, biên giới giữa Thái Lan và Campuchia.

## Hành chính
Huyện này được chia thành 4 phó huyện (tambon), các đơn vị này lại được chia ra thành 55 làng (muban). Không có khu vực đô thị (thesaban), có 4 Tổ chức hành chính tambon.
| STT. | Tên        | Tên Thái | Số làng | Dân số |  |
| ---- | ---------- | -------- | ------- | ------ |  |
| 1.   | Bakdai     | บักได     | 20      | 11.432 |  |
| 2.   | Khok Klang | โคกกลาง  | 11      | 6.826  |  |
| 3.   | Chik Daek  | จีกแดก    | 12      | 7.668  |  |
| 4.   | Ta Miang   | ตาเมียง   | 12      | 10.042 |  |